# Die Rättin
Die Rättin ist ein apokalyptischer Roman des deutschen Schriftstellers Günter Grass, der 1986 veröffentlicht wurde. 

## Struktur und Inhalt
Die Handlung ist aus vielen Erzählsträngen zusammengesetzt und changiert zwischen den Genres Märchen, Reisebericht und surrealer Roman. Er enthält auch filmische Perspektiven und einige Gedichte. Als roter Faden ziehen sich die Dialoge zwischen dem namenlosen Ich-Erzähler und einer weiblichen Ratte, von ihm als Rättin bezeichnet, durch das Werk. Grass führt in der Rättin einige Erzählstränge seiner Erfolgsromane Die Blechtrommel wie auch Der Butt weiter, Passagen über Schiffskatastrophen, so der Versenkung der Wilhelm Gustloff, nehmen Aspekte seines Buchs Im Krebsgang vorweg.
Grass hat den Roman als Gegenbild zu Gotthold Ephraim Lessings Bild von der Erziehung des Menschengeschlechts konzipiert: Die Menschheit (Grass benutzt absichtlich das altmodische Wort „Menschengeschlecht“) habe zwar gelernt, „die Tugend mit Löffeln zu essen, fleißig den Konjunktiv und die Toleranz zu üben“, alle Aufklärung habe aber nicht bewirkt, dass sie ihre Neigung zur Gewalttätigkeit in den Griff bekommen habe. 
In den Träumen des Erzählers, der anscheinend in einem Raumschiff die verwüstete Erde umkreist,  zwingt ihm eine sprechende weibliche Ratte die Vision vom Untergang der Menschheit und Nachfolge deren dominierender Stellung durch Ratten auf. Die Ratten bauen demnach in einer durch Waldsterben, Umweltverschmutzung und nukleare Kriegführung zerstörten Welt eine auf Solidarität gegründete neue Zivilisation auf.
Gegen diese Visionen entwickelt der Erzähler seine eigenen Geschichten im Vorfeld der nuklearen Apokalypse, teils als Filmskripte für den unter anderem durch eine Pornoreihe zum Medienzar avancierten Oskar Matzerath: vom Maler Lothar Malskat und der Restauration der 1950er Jahre, von den toten Wäldern und der sterbenden Kraft der Märchen und von fünf geliebten Frauen, die sich in der Ostsee offiziell an die Untersuchung der lokalen Quallenpopulation und insgeheim auf die Suche nach dem sagenhaften Vineta als Ort weiblicher Utopie machen. Daneben sind unter anderem die Schlümpfe im Deutschen Wald unterwegs und die Gebrüder Grimm übernehmen zeitweise die Regierungsgewalt. 
Er durchlebt den (angeblichen) Untergang der Menschheit noch einmal anhand der Schicksale verschiedener Menschen. In einem abschließenden Gespräch zwischen Rättin und Erzähler wird das Vorhergehende erneut in Frage gestellt. Die beiden können sich nicht einigen, ob die Rättin nur ein Traum des Erzählers ist oder ob dieser – zusammen mit der restlichen Menschheit – lediglich eine Ausgeburt der Phantasie der auf der Erde verbliebenen Ratten darstellt. Die im ersten Drittel anfangs originell und fantasievoll angelegten Möglichkeiten seines polyphonen Erzählkonzepts werden aber im weiteren Teil nicht weiter entwickelt und genutzt.

## Hintergrund und Bezüge
Die Reaktorkatastrophe von Tschernobyl wenige Monate nach Erscheinen des Buches verlieh dem Mahngestus des Autors eine gewisse tagesaktuelle Aktualität. Grass nahm unter anderem mit der Einbeziehung genmanipulierter Rattenmenschen, den Watsoncricks auf weitere Kontroversen, etwa um die Gentechnik Bezug. Der Name Watsoncrick spielt auf die Medizinnobelpreisträger und Entdecker der Molekularstruktur der Desoxyribonukleinsäure Francis Crick und James Watson an.

## Parodie
Unter dem Titel Günter Ratte: Der Grass erschien eine Parodie  bereits vor der Veröffentlichung des Originals.  Der bis heute anonyme Autor hatte offensichtlich Zugriff auf Grass’ Manuskript. Der Spiegel befand, zu gequält seien die schalen Scherze, die den „sozialdemokratischen Pornofilm-Produzenten Mike Matzerath, der unter dem Pseudonym Willi Brandt das Godesberger Programm geschrieben hat und anschließend verfilmen wollte, woran er gescheitert ist“, aufs Korn nehmen wollten. Rebecca Braun,  Germanistikdozentin und Grass-Spezialistin an der Lancaster University zufolge behandelte die Parodie eher Grass’ als übertrieben empfundene öffentliche Rolle im politischen Berlin und dessen dort zum Überdruss vorgetragene, nicht zu Ende gedachte politische Ideen als das Einzelwerk selbst.

## Verfilmung
Die Rättin wurde 1997 verfilmt. Regie führte Martin Buchhorn nach einem Drehbuch von Renate Fräßdorf. Kameramann war Klaus Peter Weber. Es spielten Matthias Habich, Sunnyi Melles, Peter Radtke, Dieter Laser, Helene Grass, Angelika Bartsch, Edda Leesch, Carola Regnier, Stephan Schwartz, Katharina Thalbach. Grass selbst distanzierte sich von der Verfilmung. 